# Ерика Бауърмайстър
Ерика Бауърмайстър (на английски: Erica Bauermeister) е американска писателка на бестселъри в жанра любовен роман.

## Биография и творчество
Ерика Бауърмайстър е родена през 1959 г. в Пасадена, Калифорния, САЩ. Учи в колежа на Университета на Пасадена, а после се мести в Сиатъл, където получава докторска степен в Университета на Вашингтон. След дипломирането си преподава литература и творческо писане в университета.
Тъй като в учебната програма няма автори жени, заедно с Джеси Ларсън и Холи Смит, публикуват през 1994 г. документалната книга „500 Great Books By Women“ (500 велики книги написани от жени), а през 1997 г. и книгата „Let's Hear It for the Girls“ (Нека да го чуя за момичета).
Живее известно време в Италия и тогава и идва идея да напише роман свързан с любовта и кулинарните удоволствия. Първият ѝ роман „Училище за вкусове и аромати“ е публикуван през 2009 г.
През 2013 г. е издаден романът ѝ „Изкуството да готвиш желания“, който е своеобразно продължение на „Училище за вкусове и аромати“ с участието на част от героите му.
Произведенията на писателката са публикувани в над 25 страни по света.
Ерика Бауърмайстър живее със семейството си в Сиатъл.

## Произведения

### Самостоятелни романи
- The School of Essential Ingredients (2009) – издаден и като „The Monday Night Cooking School“
Училище за вкусове и аромати, изд.: ИК „Гурме“, София (2011), прев. Петя Петкова
- Joy For Beginners (2011)
- The Lost Art of Mixing (2013)
Изкуството да готвиш желания, изд.: ИК „Гурме“, София (2014), прев. Петя Петкова

### Документалистика
- 500 Great Books By Women (1994) – с Джеси Ларсън и Холи Смит
- Let's Hear It for the Girls (1997) – с Холи Смит